# King's Park FC
King's Park FC was een Schotse voetbalclub uit de stad Stirling.
De club sloot zich in 1921/22 bij de Football League aan en speelde in de Second Division (2de klasse). In 1927/28 miste de club promotie op één punt na. Op 2 januari 1930 haalde de club een recordwinst van 12-2 tegen Forfar Athletic. Veel impact op de competitie had de club niet maar won wel 4 keer de Stirlingshire Cup.
Tijdens de Tweede Wereldoorlog werden de activiteiten gestaakt. Er viel één bom in de stad Stirling en die viel net op het voetbalterrein van King's Park waarop de club helemaal verdween.
Voetbal kwam echter snel terug in de stad toen na de oorlog Stirling Albion werd opgericht.